# Nils Melzer
Pour les articles homonymes, voir Melzer.
Nils Melzer (né en 1970) est un juriste suisse universitaire, auteur et praticien dans le domaine du droit international.

## Biographie
Depuis le 1er novembre 2016, Melzer est le Rapporteur spécial des Nations unies sur la torture et autres peines ou traitements cruels, inhumains ou dégradants. Il est professeur de droit international à l'Université de Glasgow et titulaire de la Chaire des droits de l'homme à l'Académie de droit international humanitaire et des droits de l'homme de Genève en Suisse, où il enseigne depuis 2009, notamment en tant que Chaire suisse de droit international humanitaire (2011-2013).

## Publications
- (en) Targeted Killing in International Law, Oxford University Press, 2008 (ISBN 9780199533169, lire en ligne)).
- (en) Interpretive Guidance on the Notion of Direct Participation in Hostilities under International Humanitarian Law, Genève, ICRC, 2009.
- (en) Cyberwarfare and International Law, Genève, UNIDIR, 2011.
- (de) Humanitäres Völkerrecht – Eine Einführung  (en collaboration avec Hans-Peter Gasser), Zürich, Schulthess, 2012, 2e éd..
- (en) Tallinn Manual on the International Law Applicable to Cyber Warfare  (en collaboration avec Michael N. Schmitt (dir.) et al.), Cambridge, University Press, 2013.
- (en) International Humanitarian Law - a Comprehensive Introduction, Genève, ICRC, 2016.